# Salome MC
Salome MC (en persan : سالومه ام‌سی, née en 1985), est une rappeuse, productrice, militante antimilitariste et artiste multimédia iranienne. Connue comme étant la première rappeuse iranienne,, elle est reconnue comme artiste hip-hop non anglophone confirmée par la chaîne américaine MTV et le magazine Time la classe parmi les artistes qui révolutionnent le monde du rap. Elle est également artiste multimédia / vidéaste et son travail est exposé dans des festivals, des galeries et des universités du monde entier telles que la Biennale de Venise ou l'Université Yale.

## Activités

### Musique
Salome commence sa carrière musicale en 2002 en collaborant avec Hichkas, l'un des rappeurs iraniens actuellement les plus en vue. En 2006 elle collabore avec l'artiste de rap germano-iranien Shirali avec qui elle sort l'album Delirium et en 2009, sort une mixtape intitulée Paranoid Descent qui la place dans la liste des finalistes du prix Freedom to Create en 2010. En 2013, elle sort I Officially Exist, premier album hip-hop d'une artiste hip-hop iranienne et son premier clip "Price of Freedom" est financé en crowdfunding pour être produit par Sahar Sarshar.
En 2015, elle collabore avec le rappeur japonais Shing02 pour un projet d'enregistrement mondial appelé 1+1. Le documentaire qui en découle, Passenger, est publié en mars 2016. Elle est également l'une des participantes au projet de remake de l'album de Fela Kuti, Zombie, avec Seun Kuti.
Elle annonce son nouvel album auto-produit intitulé Excerpts From Unhappy Consciousness (ناخوشاگاه) en 2016 et dévoile la première chanson "Odium" (رسوا) au festival Music Freedom Day la même année en Norvège. Le clip de "Odium" sort en octobre suivi du deuxième single de l'album intitulé "Callous". La version numérique de l'album sort en août 2017 et se compose de 8 titres. À l'été 2018, Salome publie son vidéoclip pour le dernier single de l'album intitulé "Riddle" alors qu'elle était enceinte de son fils. Sa chanson "3" est publiée l'année suivante accompagnée d'un essai personnel intitulé "Anxiété, aliénation et contrôle" sur un site Web féministe iranien.
Elle a reçu le prix "female change maker" (femme initiatrice de changement) en 2009 et le prix honorifique d'Artist Trust Fellowship en 2018.

### Ecriture
En 2016, Salome MC a écrit un article intitulé "Another Face of Censorship" pour le site Web de la Siamak Pourzand Foundation dans lequel elle a déploré les reportages biaisés des médias occidentaux sur les femmes du Moyen-Orient, le féminisme blanc et le néocolonialisme. Elle interviewe l'artiste A1one, également connu sous le nom de Karen Reshad, pionnier du street art au Moyen-Orient pour le site Web de Kolah Studio en mai 2018. Un autre de ses essais intitulé « Anxiété, aliénation et contrôle », est publié sur un site Web féministe iranien en juin 2019 dans lequel elle détaille son expérience d'anxiété post-partum.

### Art sonore et vidéo
Salome MC a commencé à travailler dans le domaine de l'art vidéo et sonore en parallèle à sa maîtrise en arts multimédia obtenue au Japon. Son travail a été projeté et exposé dans divers festivals à travers le monde, y compris l'exposition "Faces" pour la marque Swatch à la Biennale de Venise en 2015 avec son clip "Vacuum", qui présente Don Porcella. Son œuvre d'art vidéo Concealment a été l'un des courts métrages sélectionnés pour être projeté au Festival du film iranien de Los Angeles et son documentaire expérimental Three Rituals of Perdurance a été sélectionné au festival Currents New Media de 2015 à Santa Fe.

### Autres activités
Salome est également connue comme la première artiste féminine iranienne de graffiti même si elle a cessé cette activité au début des années 2000 pour se concentrer sur sa musique. Elle est également éducatrice et organise des ateliers pour les enfants touchés par le tsunami de 2011 au Japon et collabore avec le centre Jack Straw Cultural Center de Seattle en tant qu'artiste enseignante. En tant que militante pour la paix, elle a parlé et produit des écrits contre le militarisme et a rejoint le comité consultatif de Code Pink après avoir déménagé aux États-Unis.

## Discographie

### Albums
- Excerpts from Unhappy Consciousness (2017)
- I officially exist (2013)
- Paranoid Descent (Mixtape) (2009)
- Delirium avec Shirali (2006)

### Compilations
- Karitha fait une apparition sur l'album Nafada du groupe australien Konqistador (2019)

### Films
- Passenger (documentaire musical) (2015)
- Three Rituals of Perdurance (documentaire expérimental) (2014)